# Efemeridni čas
Efemerídni čás (oznaka ET) je astronomski čas, ki se uporablja v efemeridah za nebesna telesa, ki jih opazujemo s površine Zemlje. Efemeridni čas je določen z dinamiko Sončevega sistema (gibanje planetov in lun) v nasprotju s časom, ki je v splošni uporabi, in je določen s trenutno lego Zemlje pri vrtenju okrog svoje osi. Zemlja se ne vrti popolnoma enakomerno in je zaradi tega Sončev dan neprimerna enota za merjenje časa. Na vrtenju Zemlje okoli vrtilne osi je osnovan na univerzalnem času (UT), ki pa ni popolnoma enakomeren. Efemeridni čas je nerelativistični čas, ki ni odvisen od nepravilnega gibanja Zemlje. Prav zaradi tega s pomočjo tega časa lahko zelo natančno napovemo nebesne pojave, ker je določen z opazovanjem lege nebesnih teles (oziroma z upoštevanjem Newtonove teorije
težnosti).

## Značilnosti
Osnovna enota efemeridnega časa je efemeridna sekunda, ki je od leta 1960 enaka 31.556.925,9747-temu delu tropskega leta kot je bilo 31. decembra] 1899 ob 12:00 UT. V tem trenutku sta bila univerzalni čas in efemeridni čas enaka. Efemeridni čas je idealni enakomerno tekoč čas, ki ga lahko uporabljamo za določanje nebesnih pojavov v zelo dolgem obdobju. Razliko (oznaka ΔT) med efemeridnim časom in ostalimi časovnimi sistemi lahko z veliko verjetnostjo vedno določimo s pomočjo astronomskih meritev (v glavnem meritev gibanja Lune) in jih lahko za nazaj tudi popravimo. Leta 1958 je bil razlika ΔT = ET – UT enak 32,18 s. Ta razlika se spreminja neenakomerno, v daljšem času pa kaže nagnjenost k paraboličnemu spreminjanju (ET – UT = a + bt + ct, a, b, c so konstante). Do 19. stoletja je padala, od takrat pa narašča za okoli 0,7 s na leto. Mednarodni atomski čas (TAI) je bil izenačen z UT2 1. januarja 1958 ob 0:00:00
januar 1977 1,0003725 TT = januar 1977 1,00000000 TAI
Razlika med zemeljskim časom in atomskim časom je bila določena kot:
ET – TAI = 32,184 s
Razlika se lahko obravnava kot konstantna, ker TT in TAI tečeta enako.
Seveda lahko določimo prav vse večje enote za merjenja efemeridnega časa (efemeridna minuta, efemeridna ura, efemeridni dan, efemeridno stoletje, …)

## Zgodovina
Efemeride so se vedno izračunavale z uporabo časa, ki je bil osnovan na vrtenju Zemlje. V 19. stoletju so ugotovili, da je vrtenje Zemlje neenakomerno tako, da dan ni vedno enak in da se krajša. Ugotovili so, da se opazovane lege nebesnih teles ne ujemajo z univerzalnim časom. Od leta 1960 so pričeli uporabljati nov način merjenja časa, ki so ga imenovali efemeridni čas. Uporabljajo pa ga za izračunavanje efemerid planetov. Efemeridni čas v takšni obliki ni zadoščal zahtevam astronomije. Vezan je na določen opazovalni sistem, nanj vpliva podaljšanje časa (dilatacija časa), ko ga primerjamo z lastnim časom ostalih teles v Osončju. Efemeridni čas je bil osnovan na Sončevih tabelah (Tables of the Sun), ki jih je pripravil  Simon Newcomb. Te tabele so uporabljali vse od leta 1900 do 1983. Efemeridni čas je bil v resnici povprečen srednji Sončev čas med letoma 1750 in 1890 (to je čas v katerem so bila opravljena opazovanja za pripravo tabel). Zemeljski čas je popolnoma enakomerno tekoč, ker je osnovan na vedno enaki sekundi. Do realizacije takšnega časa je lahko prišlo šele ob uvedbi mednarodnega atomskega časa (TAI - točnost do 1 : 1014). Ure na Zemlji tečejo počasneje, ko je Zemlja v periheliju (januar – večja hitrost), in tečejo hitreje, ko je Zemlja v bližini afeliju (julij – manjša hitrost). V letu 1976 je zaradi tega Mednarodna astronomska zveza (IAU) uvedla dva nova časa: zemeljski dinamični čas (pozneje preimenovan v zemeljski čas ali TT) in težiščni dinamični čas (baricentrični dinamični čas ali TDB). Tako se je efemeridni čas zamenjal z dvema relativističnima časoma. Iz praktičnih razlogov pa se efemeridna sekunda lahko obravnava enako kot sekunda v času TDB in TDT. 
.

## Uporaba
Efemeridni čas se uporablja pri nebesni navigaciji v pomorstvu. V ta namen že od leta 1767 izdajajo Pomorski almanah (Navtični almanah). Ta vsebuje osnovne efemeride za Sonce, Luno in planete ter za zvezdo Aries (za ostale zvezde je podana kotna oddaljenost od nje). Navigator lahko z ekstrapolacijo dobi lego vsakega nebesnega telesa v poljubni minuti.
Pomorski almanah se izdaja vsako leto za naslednje leto.